# Sphecodes banksii
Sphecodes banksii là một loài Hymenoptera trong họ Halictidae. Loài này được Lovell mô tả khoa học năm 1909.